# Орёл-Южный (аэропорт)
Орловский аэропорт Южный имени И. С. Тургенева — аэропорт города Орла, находящийся в стадии реконструкции, расположен в 6 км к юго-западу от центра города. С 2010 года не функционирует, из Государственного реестра гражданских аэродромов Российской Федерации исключён. Завершение строительства здания аэропорта и взлётно-посадочной полосы запланировано на 2028 год.
Аэродром Орёл (Южный) в период работы был способен принимать воздушные суда с максимальным взлётным весом 98 тонн — самолёты Boeing 737, Ту-134, Як-42, Як-40, Ан-24 и все более лёгкие, а также вертолёты всех типов.

## История
История авиаперевозок в Орле началась в 1909 году, когда в орловское небо впервые поднялся аэроплан с ипподрома, находившимся за Крестительским кладбищем. В 1911 году в воздух над губернским городом поднялся биплан под управлением одного из первых российских лётчиков С. И. Уточкина.
В 1921 году на бывшем ипподроме организована аэростанция для регулярных рейсов аэропланов по авиалинии Москва — Орёл. В 1923 году линия продлена: Москва — Орёл — Харьков — Тифлис.
В начале 1930-х годов в Орле были построены 2 аэродрома:
- Аэропорт гражданской и сельскохозяйственной авиации на Наугорском шоссе с грунтовой ВПП, откуда выполнялось большое количество рейсов по местным воздушным линиям в районные центры и крупные сёла Орловской области. В военное время он сильно пострадал от бомбёжек. После войны был восстановлен. Были продолжены рейсы на самолётах Ан-2 в районные центры, Москву и Курск. В год 400-летия Орла в 1966 году открыто сообщение по линии Орёл — Воронеж — Краснодар — Адлер. К 1975 году в комплекс строений аэровокзала на Наугорском шоссе входили: два помещения для пассажиров в виде небольших строений, совмещённых с диспетчерской, стойки регистрации, комната матери и ребёнка, справочное бюро, камера хранения, автоматы для продажи газет и открыток, комнаты для милиции и досмотра багажа.
- На нынешнем месте («Южный»), тогда далеко за чертой города, был построен аэродром военной авиации. Во время оккупации города в период Великой Отечественной войны здесь базировалась часть 2-й группы 51-й истребительной эскадры[2]. На стратегическом объекте, коим являлся аэродром, немцами был проведён ремонт и реконструкция ВПП (настилы для полосы и кабели найдены при реконструкции в 1979 году).

После войны орловский аэродром «Южный» был разминирован и восстановлен, а в 1950 году здесь был сформирован 472-й истребительный авиационный полк ПВО (вооружённый самолётами МиГ-17 и МиГ-19). К 1970-м годам юго-западная окраина города начала активно застраиваться. Гул сверхзвуковых истребителей доставлял массу неудобств жителям новых микрорайонов. В 1979 году полк был перебазирован в Курск на аэродром Восточный, бывшая авиационная военная часть при аэродроме была переформирована в пехотную. В 1981 году бывший военный аэродром был переоборудован в гражданский. Сюда переведён аэропорт, базировавшийся на Наугорском шоссе.
В 1991 году к имеющимся Ан-2 закуплены три реактивных самолёта Як-40. В 1993 году в Орле работала авиакомпания «Орёл-авиа». Ею эксплуатировались самолёты Ту-154, Ту-204, Як-42Д. К концу 1990-х компания пришла в упадок.
В 1998 году в Орёл пришла компания «Трансаэро», сделавшая город своим новым местом регистрации. По соглашению между компанией и местными властями «Трансаэро» получала 50 % налоговые льготы в обмен на реконструкцию здания орловского аэропорта и ремонт взлётно-посадочной полосы. Полоса была удлинена и модернизирована, повышен класс аэродрома до 2-го. 25 декабря 1999 года после семилетнего перерыва воздушное сообщение между Москвой и Орлом было торжественно открыто посадкой самолёта Боинг-737. Регулярное сообщение было организовано на модернизированных самолётах Як-40, базировавшихся в Орле. Вторая очередь строительства предусматривала постройку здания современного терминала.
Вплоть до конца 2000-х годов аэропорт использовался компанией «Трансаэро», зарегистрированной в Орле: отсюда выполнялись рейсы в Москву, Минск, Саратов, Пензу. При тогдашнем губернаторе и председателе Совета Федерации Егоре Строеве использовался под нужды правительственных и губернаторских рейсов в столицу. В начале 2000-х годов планировалось строительство второй очереди аэропорта, которая включала в себя постройку грузовых и пассажирских терминалов, перрона и сопутствующей инфраструктуры.

## Современное состояние и перспективы
В конце 2004 года «Трансаэро» ушла из Орла в Санкт-Петербург. После ухода компании перевозчика орловский аэропорт стал приходить в упадок. Большинство самолётов было продано в частные руки, выполняя служебные рейсы, а с урезанием финансирования увезены из Орла. В 2007 году земля под аэропортом была выставлена на продажу под жилищную застройку, однако областная прокуратура объявила сделку незаконной. 2 из 3 самолётов Як-40, включая бывший губернаторский борт, были проданы в частные руки по цене и в состоянии металлолома. Третий борт был продан сторонней авиакомпании и впоследствии был переведён из пассажирской в экспериментальную авиацию. На 2015 год принадлежит СибНИА им. Чаплыгина.
24 апреля 2009 года председатель Правительства РФ Владимир Путин встретился с недавно назначенным губернатором Орловской области Александром Козловым. В числе обсуждаемых вопросов о состоянии экономики и социальной сферы в регионе была и тема, касающаяся аэропорта Орёл-Южный. Председатель Правительства поддержал губернатора в стремлении восстановить орловский аэропорт, фактически являющийся банкротом. Для возобновления деятельности аэропорта необходим капитальный ремонт существующей и строительство современной инфраструктуры аэропорта Орёл-Южный, сделав его привлекательным для базирования операторов авиаперевозок.
С 2010 года аэропорт не эксплуатируется (законсервирован). До 2012 года ещё работал местный диспетчерский пункт (МДП), контролировавший полёты авиации в пределах Орловской области на местных воздушных линиях и в районах авиационных работ.
31 августа 2010 года руководитель Росавиации предписал:
- 1. Исключить аэродром Орёл (Южный) из Государственного реестра гражданских аэродромов Российской Федерации.
- 2. Считать утратившим силу Свидетельство № 63 о государственной регистрации и годности аэродрома Орёл (Южный), выданное 10.04.2000 Федеральной службой воздушного транспорта России[6].

4 марта 2011 года Орловский аэропорт включён в федеральную программу модернизации авиаузлов ЦФО. Заявление сделал премьер-министр России Владимир Путин. На приведение в порядок аэропортов десяти областных центров (в том числе г. Орла) будет выделено 50 млрд рублей. На авиаузлах будет установлено современное оборудование.
16 августа 2013 года Минрегионразвития РФ заявило, что аэропорт «Орёл-Южный» не относится к приоритетному направлению развития транспортной инфраструктуры страны. Финансовых средств, выделенных в случае включения аэропорта в программу, будет недостаточно для его нормального функционирования из-за отсутствия на территории региона базового перевозчика, оператора и эксплуатанта аэродрома.
20 сентября 2014 года вновь избранный губернатор Орловской области Вадим Потомский на XIII Международном инвестиционном форуме в Сочи от лица правительства региона подписал соглашение с ООО «Инженерная корпорация Самсонова» соглашение о сотрудничестве сторон по вопросам восстановления и организации деятельности аэропорта «Орёл-Южный». Организация обязуется восстановить регулярное авиасообщение с районами области и соседними регионами, для чего будет создан региональный перевозчик. В дальнейшем планируется создать учебный центр для подготовки пилотов-любителей и переподготовки коммерческих пилотов гражданской и коммерческой авиации. Материально-техническая база для обслуживания новых самолётов будет создана на базе аэроклуба.
По возвращении с форума, губернатор заверил, что восстановление работы аэропорта «Орёл-Южный» уже дело решённое. 4 самолёта для Орловской области заказаны, оплачены и находятся уже в стадии разработки.
В день города 5 августа 2015 года во время торжественных мероприятий, проходивших на территории недействующего аэропорта на ВПП сёл лёгкий двухмоторный самолёт Tecnam P2006T, на борту которого был руководитель ООО «Инженерная корпорация Самсонова» Дмитрий Самсонов. Присутствовавший при этом губернатор заверил, что этим дан старт работе по возобновлению аэронавигации в Орле. Полноценно возобновить работу воздушной гавани планируется в течение двух лет.
В местных СМИ концессионное соглашение, касающееся развития аэропорта, подверглось критике в связи с подозрениями в коррупции.
По состоянию на середину 2016 года никаких подвижек в аэропорту не было, власти Орла в очередной раз признали торги несостоявшимися, а местные СМИ нашли ещё больше странностей в их проведении. В связи с ликвидацией планов по созданию особых экономических зон по распоряжению президента, к которой губернатор Потомский и привязывал восстановление воздушного сообщения, судьба аэропорта в очередной раз стала туманной.
2 марта 2018 года в Орёл приезжал министр транспорта Максим Соколов, который заявил, что восстановление аэропорта на его прежнем месте в черте города — неудачная затея и если восстанавливать авиасообщение, то нужно выводить его в область, поскольку это вопрос безопасности. При этом во всех соседних с Орловщиной и не только регионах действующие местные аэропорты также находятся в черте города, но планов по их переносу не существует, в то время как программа модернизации действует с 2015 года, в результате которой, например, было восстановлено регулярное авиасообщение в Брянске.
Врио губернатора Андрей Клычков после визита министра транспорта не отказался от идеи возобновить авиасообщение, но согласился с выводами Соколова построить воздушную гавань за пределами Орла и подготовил обращения в министерство транспорта.
В апреле 2022 года Михаил Мишустин выделил из федерального бюджета миллиард рублей на реконструкцию орловского аэропорта «Южный». Прошёл электронный конкурс подрядчиков, в котором участвовал только «Ирмаст-холдинг». Губернатор Андрей Клычков поделился, что аэропорт будет принимать самолёты типа Сухой Суперджет 100, а рейсы будут выполняться по самым популярным направлениям внутри России: Москва, Санкт-Петербург, Казань и курорты Краснодарского края. Работы должны завершиться к ноябрю 2023.
По состоянию на июль 2023 года, первый этап реконструкции воздушной гавани подходит к завершению. По словам властей, работы ведутся в соответствии с «дорожной картой». Планировалось, что первые самолёты аэропорт будет готов принять в 2024 году.